# DFB-Pokal der Frauen 2000-2001
La DFB-Pokal der Frauen 2000-2001 è stata la 21ª edizione della Coppa di Germania, organizzata dalla federazione calcistica della Germania (Deutscher Fußball-Bund - DFB) e riservata alle squadre femminili che partecipano ai campionati di primo e secondo livello, oltre a una selezione di squadre provenienti dalla Regionalliga come completamento organico.
Come per le precedenti sedici edizioni, la finale si è svolta all'Olympiastadion di Berlino, il 26 maggio 2001, ed è stata vinta per la terza volta consecutiva dal 1. FFC Francoforte, superando le avversarie del Flaesheim-Hillen con il risultato di 2-1. 

## Turno di qualificazione
Le gare si sono svolte il 19 agosto 2000.
| Squadra 1                     | Risultato | Squadra 2        |
| ----------------------------- | --------- | ---------------- |
| Fortuna Magdeburg-Wolmirstedt | 1 - 6     | Flaesheim-Hillen |
| TSV Pfersee Augsburg          | 0 - 5     | Bad Neuenahr     |
| Norimberga                    | 1 - 5     | Bayern Monaco    |
| SpVgg Rehweiler-Matzenbach    | 0 - 4     | FSV Francoforte  |

## Primo Turno
Le gare si sono svolte il 20 ottobre 2000.
| Squadra 1           | Risultato   | Squadra 2             |
| ------------------- | ----------- | --------------------- |
| SV Victoria Gersten | 2 - 5       | Heike Rheine          |
| PSV Neubrandenburg  | 1 - 13      | Wolfsburg             |
| Berliner SV 92      | 0 - 16      | Turbine Potsdam       |
| Jena                | 0 - 7       | Brauweiler Pulheim    |
| Amburgo             | 2 - 1 (dts) | 2001 Duisburg         |
| ATS Buntentor       | 3 - 0       | Siegen                |
| Herforder           | 5 - 0       | SV Neuenbrook         |
| Turbine Potsdam II  | 0 - 4       | SG Essen-Schönebeck   |
| Saarbrücken II      | 0 - 7       | 1. FFC Francoforte    |
| FSV Schwarzbach     | 0 - 2       | Saarbrücken           |
| Niederkirchen       | 0 - 2       | Friburgo              |
| Bad Neuenahr II     | 1 - 5       | Viktoria Neckarhausen |

## Secondo Turno
Le gare si sono svolte il 5 novembre 2000.
| Squadra 1             | Risultato       | Squadra 2          |
| --------------------- | --------------- | ------------------ |
| Herforder             | 1 - 5           | Wolfsburg          |
| Amburgo               | 1 - 1 (4-5 dtr) | Flaesheim-Hillen   |
| SG Essen-Schönebeck   | 0 - 11          | Turbine Potsdam    |
| Heike Rheine          | 1 - 2           | Brauweiler Pulheim |
| Friburgo              | 2 - 2 (4-5 dtr) | Bad Neuenahr       |
| Viktoria Neckarhausen | 0 - 7           | FSV Francoforte    |
| Bayern Monaco         | 5 - 1           | Saarbrücken        |
| FSV Francoforte       | 10 - 0          | Siegen             |

## Quarti di finale
Le gare si sono svolte il 4 marzo 2001.
| Squadra 1        | Risultato       | Squadra 2          |
| ---------------- | --------------- | ------------------ |
| FSV Francoforte  | 3 - 2           | Bayern Monaco      |
| Wolfsburg        | 0 - 6           | 1. FFC Francoforte |
| Bad Neuenahr     | 2 - 2 (3-4 dtr) | Turbine Potsdam    |
| Flaesheim-Hillen | 0 - 0 (3-2 dtr) | Brauweiler Pulheim |

## Semifinali
Le gare si sono svolte il 25 marzo 2001.
| Squadra 1       | Risultato       | Squadra 2          |
| --------------- | --------------- | ------------------ |
| FSV Francoforte | 1 - 2           | 1. FFC Francoforte |
| Turbine Potsdam | 0 - 0 (2-4 dtr) | Flaesheim-Hillen   |

## Finale
| Arbitro: | Christine Beck (Darmsheim) |

|                        |           |           |
| Prinz 48’ J. Meier 77’ | Marcatori | 44’ Meier |